# Zengcheng

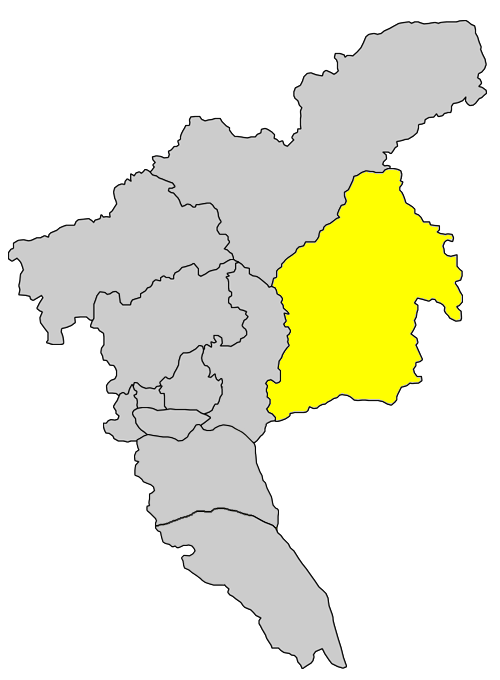
ligging van Zengcheng in Guangzhou

Zengcheng is een stadsarrondissement van stadsprefectuur Guangzhou in de Zuid-Chinese provincie Guangdong. De burgemeester heet Ye Niuping (叶牛平). Zengcheng had in 2020 1.466.311 inwoners. In Zengcheng wonen behalve Kantonezen ook vele fabrieksarbeiders afkomstig uit de zuidwestelijke provincie Sichuan.
In juni 2011 vonden hier grote protesten van Sichuanse fabrieksarbeiders plaats tegen de lokale politie en overheid. De aanleiding van de protesten was dat een zwangere Sichuanse vrouw door een lokale politieagent hardhandig werd aangepakt, toen zij illegaal aan straathandel deed. De fabrieksarbeiders zeiden tegen Hongkongse journalisten dat ze al jarenlang worden gediscrimineerd door de lokale autochtone bevolking en daarom ook voor hun eigen volk demonstreren. De politie zette traangas in om de betogers te verdrijven. De protesten kwamen aan het licht toen de Hongkongse televisiezenders HKATV en TVB (televisie) filmpjes van de protesten lieten zien in het avondnieuws. Tijdens de protesten durfde de autochtone bevolking van Zengcheng hun huizen niet uit, uit vrees voor geweld van de arbeiders.

## Bestuurlijke verdeling
Zengcheng is verdeeld in:
- zes grote gemeentes:
  - Zhongxin (中新镇)
  - Shitan (石滩镇)
  - Xintang (新塘镇)
  - Xiaolou (小楼镇)
  - Paitan (派潭镇)
  - Zhengguo (正果镇)
- drie subdistricten:
  - Licheng (荔城街道)
  - Zengjiang (增江街道)
  - Zhucun (朱村街道)